# Michael Rowbotham
Michael Rowbotham är en brittisk ekonomisk och politisk skribent. Han är mest känd för böckerna The Grip of Death samt Goodbye America. Böckerna fokuserar främst på det så kallade fractional-reserve banking-systemet, som han vill avskaffa, och på total avskrivning av Tredje Världens skulder. Rowbotham var en huvudtalare vid UK Green Party Conference 2001 and has been secretary of the UK Christian Council for Monetary Justice. I Written in Belief diskuterar han 9/11-katastrofen och kriget mot terrorismen.

## Rowbotham som penningreformist

### Det skuldbaserade systemet
Rowbotham beskriver två sätt att skapa pengar. Det ena sättet är då centralbanken helt enkelt trycker sedlar och mynt. Det andra sättet är då bankerna, i samband med lån, ökar penningmängden. Eftersom det senare sättet att skapa pengar förutsätter skuldsättning, och majoriteten av pengarna skapas på det sättet, kallar han vårt ekonomiska system för ett skuldbaserat ekonomiskt system. Han beskriver det hela också som bedrägeri och bluffmakeri, eftersom de pengar som bankerna lånar ut inte finns i någon reell mening. De skapas "ur tunna luften" i samband med lånet och finns bara tack vare skulden. Rowbotham menar vidare att systemet gynnar bankerna, på allmänhetens bekostnad, genom den ränta som bankerna får på alla lån. Människor blir som Rowbotham ser det slavar under penningsystemet. I The Grip of Death frågar han sig retoriskt hur det kan komma sig att alla länder tycks ligga på minus. Vem är vi skyldiga så mycket pengar och varför? Rowbotham menar också att det skuldbaserade ekonomiska systemet har starkt negativa effekter för miljön, för att räntesystemet tvingar fram en ohållbar tillväxt, och för de fattiga länder som befinner sig i en skuldkris. Han menar också att det inte skulle vara någon egentlig kostnad för bankerna att avskriva skulderna från de fattiga länderna, eftersom de är så stora att de ändå aldrig kommer att kunna betalas tillbaka. Det är dessutom omöjligt att betala tillbaka alla skulder, på grund av systemets konstruktion, menar han.

### Lösningen
Lösningen som Rowbotham föreslår är att merparten av de pengar som idag skapas genom bankernas utlåning istället skall injiceras i ekonomin utan krav på skuldsättning. Dock skriver han i The Grip of Death att en liten andel skuldbaserade pengar kan vara kvar, som ett slags indikator på hur mycket skuldfria pengar som behöver injiceras. Om det uppstår ett stort tryck på att låna pengar (mot ränta) så är det en indikator på att staten bör trycka in mer skuldfria pengar i ekonomin. I samma bok föreslår Rowbotham att penningreformen bör samordnas med ett införande av en generell basinkomst.

### Böckernas mottagande
Böckerna rekommenderas bland annat av David Korten, Ed Mayo, Bryan Gould och Richard Douthwaite, i tidningar som The Ecologist, Resurgence, New Internationalist, The Tribune, The Tablet, Sustainable Economics, Permaculture Magazine, Food Magazine, Social Credit med flera. 